# AEW Fyter Fest
AEW Fyter Fest is een jaarlijks professioneel worstelevenement dat georganiseerd wordt door de Amerikaanse worstelorganisatie All Elite Wrestling (AEW). Het evenement werd in 2019 gelanceerd en wordt gehouden rond de maand juni en juli. De naam, slogan en de logo is te vergelijken met het Fyre Festival.

## Geschiedenis
Het inaugurele evenement vond plaats op 29 juni 2019 in het Ocean Center in samenwerking met Community Effort Orlando (CEO). Het evenement was gratis te zien op B/R Live en internationaal op pay-per-view (PPV). Het was ook het tweede worstelevenement dat mede door de CEO werd gesponsord, na het evenement van New Japan Pro Wrestling (NJPW) vorig jaar.
Er was een tweede evenement gehouden in 2020, dit maal niet in samenwerking met CEO. De 2020 editie zou oorspronkelijk plaats vinden in het Wembley Arena in Londen in juni 2020. Maar door het coronapandemie is het evenement verplaatst naar Daily's Place. Het evenement zou op PPV uitgezonden worden, maar is veranderd naar een tweedaagse special van AEW's wekelijkse televisieprogramma Dynamite. Terwijl het eerste deel live werd uitgezonden, was de tweede deel vooraf opgenomen op 2 juli 2020 en uitgezonden op 8 juli 2020.

## Evenement
| Evenement       | Datum                                    | Stad                   | Locatie                    | Main Event |
| --------------- | ---------------------------------------- | ---------------------- | -------------------------- | --- |
| Fyter Fest 2019 | 29 juni 2019                             | Daytona Beach, Florida | Ocean Center               | Jon Moxley vs. Joey Janela in een non-sanctioned match                                                        |
| Fyter Fest 2020 | 1 juli 2020                              | Jacksonville, Florida  | Daily's Place              | Kenny Omega & Adam Page (c) vs. Best Friends (Chuck Taylor & Trent) voor het AEW World Tag Team Championship  |
| Fyter Fest 2020 | 2 juli 2020 (uitgezonden op 8 juli 2020) | Jacksonville, Florida  | Daily's Place              | Chris Jericho vs. Orange Cassidy                                                                              |
| Fyter Fest 2021 | 14 juli 2021                             | Cedar Park, Texas      | H-E-B Center at Cedar Park | Darby Allin vs. Ethan Page in een Coffin match                                                                |
| Fyter Fest 2021 | 21 juli 2021                             | Garland, Texas         | Curtis Culwell Center      | Jon Moxley (c) vs. Lance Archer in een Texas Death match voor het IWGP United States Heavyweight Championship |